# Mariä Himmelfahrt (Höfen)

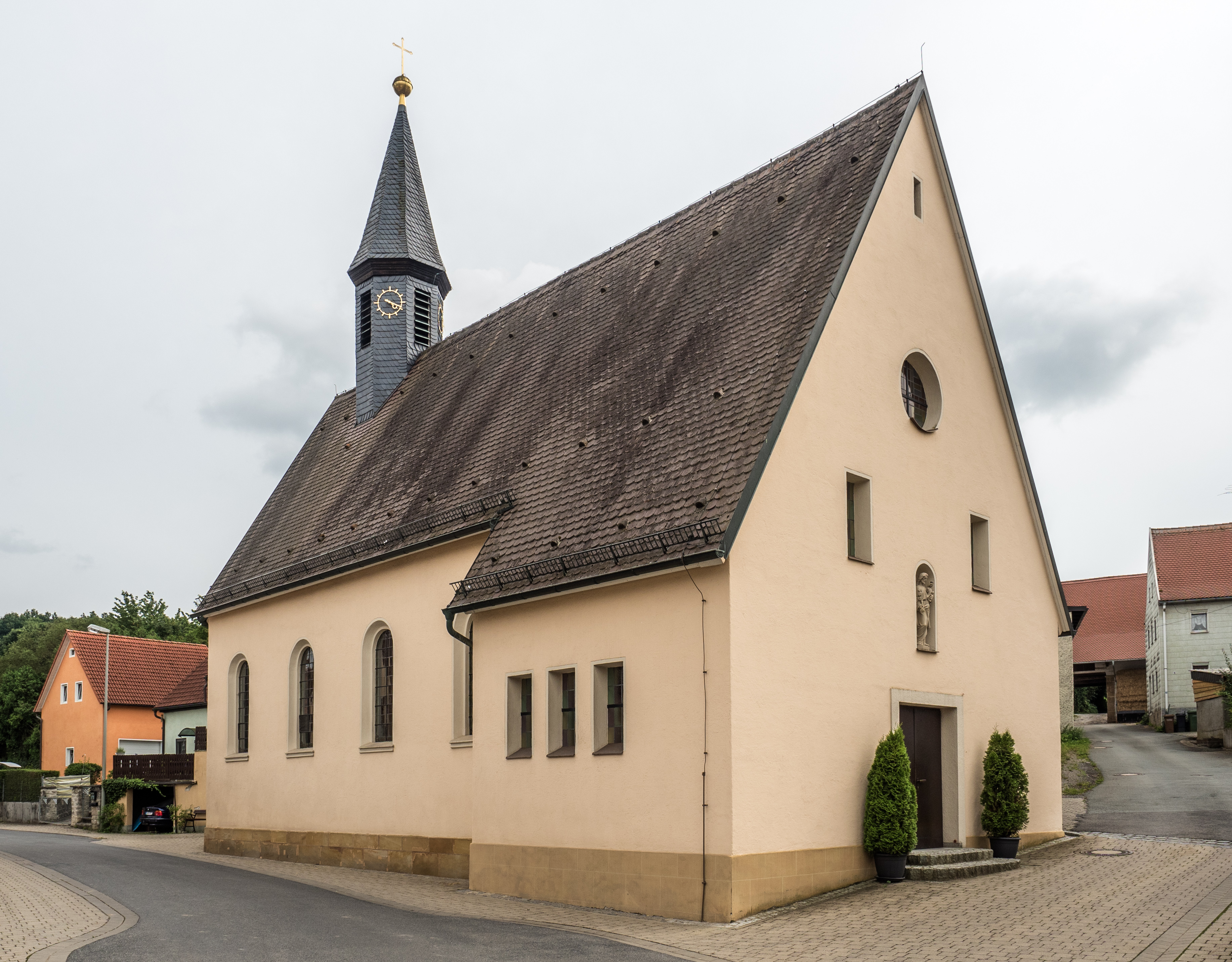
Mariä Himmelfahrt (Höfen)

Die römisch-katholische Filialkirche Mariä Himmelfahrt steht in Höfen, einem Gemeindeteil von Stegaurach im oberfränkischen Landkreis Bamberg in Bayern. Das denkmalgeschützte Gotteshaus entstand Ende des 19. Jahrhunderts und ersetzte ein Bauwerk aus dem 17. Jahrhundert. Die Kirche gehört zur Pfarrei Unbefleckte Empfängnis Mariens Stegaurach im Seelsorgebereich Main-Aurach im Dekanat Bamberg des Erzbistums Bamberg.

## Beschreibung
Die Grundsteinlegung der Kirche war am 8. August 1888. Der Vorgängerbau aus dem 17. Jahrhundert war baufällig geworden. Die neue Kirche wurde am 26. Mai 1889 eingeweiht. Im Jahr 1955 folgte eine Erweiterung. Die neuromanische Saalkirche besteht aus einem mit einem Satteldach bedeckten Langhaus und nach Südosten aus einem eingezogenen, halbrund geschlossenen Chor, an den die Sakristei angebaut ist. Aus dem Satteldach erhebt sich ein achteckiger, schiefergedeckter, mit einem spitzen Zeltdach bedeckter Dachreiter, der die Turmuhr und den Glockenstuhl mit zwei Kirchenglocken beherbergt. Zur Kirchenausstattung gehört ein um 1775 von Johann Bernhard Kamm gebauter Altar, der ursprünglich als Seitenaltar in St. Stephan in Bamberg stand. Sein Altarretabel zeigt die Himmelfahrt Marias.